# 日本犬

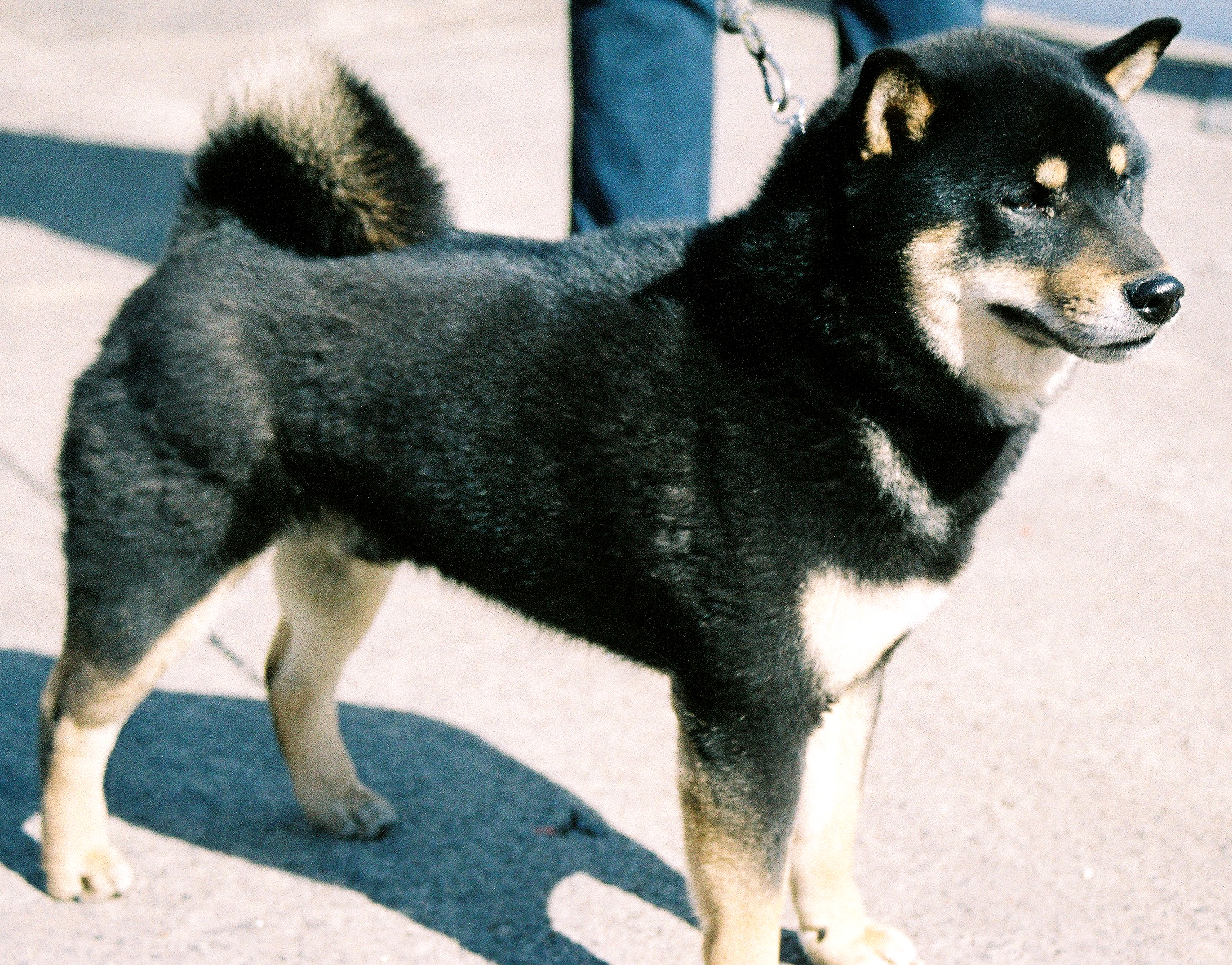
柴犬

日本犬是對自古以來就生活在日本的狗所用的總稱。

## 六犬種
| 犬種     | 型   | 指定為天然紀念物的時間       |
| -------- | ---- | ---------------------------- |
| 秋田犬   | 大型 | 1931年（昭和六年）7月31日    |
| 甲斐犬   | 中型 | 1934年（昭和九年）1月22日    |
| 紀州犬   | 中型 | 1934年（昭和九年）5月1日     |
| 柴犬     | 小型 | 1936年（昭和十一年）12月16日 |
| 四國犬   | 中型 | 1937年（昭和十二年）6月15日  |
| 北海道犬 | 中型 | 1937年（昭和十二年）12月21日 |

日本犬這個詞彙大多是使用在依據日本犬保存會於1934年（日昭和9年）所制定的「日本犬標準」所選出的六種原有犬種身上，而這六個犬種又分為大型、中型與小型三種。而從1931年到1937年之間，六個犬種依序被日本文部省指定為天然紀念物，而在太平洋戰爭之後，相關的管理委由都道府縣教育委員會負責。

## 其他的日本犬種
在現存的六個犬種以外，在1934年12月28日時還有指定一種「越犬」（福井縣、石川縣、富山縣）為日本國家天然紀念物，然而後來該犬種數量減少，其純血種於1971年滅絕。
而從以前就生存在特定地域的犬種被稱為「地犬（じいぬ）」，即「土狗」，除了上述提到被指定為天然紀念物的七個犬種外，過去各地也有許多種類的地犬。
例如：
- 川上犬（日语）是信州系的柴犬，為信州柴的一種，但是與被指定為國家天然紀念物的柴犬不同，而於1983年被指定為長野縣的天然紀念物，此外地方上自發性的保存活動仍繼續進行著。與此相同，仍保有繩文時代以來的犬種特質的琉球犬（其他語言）也於1995年被指定為沖繩縣的天然紀念物。
- 薩摩犬（鹿兒島縣），地方上的保存會針對此犬種現在仍致力於保存、固定化。
- 十石犬（日语）（群馬線、長野縣），針對此犬種，正式試圖以回交育種方式再度繁殖，而美濃柴犬（日语）（也稱美濃犬、飛驒柴，岐阜縣）、山陰柴犬（日语）（也稱石州柴、因幡犬，鳥取縣、島根縣）等犬種也再繼續致力於犬種的固定化。
- 肥後狼犬（日语）（熊本縣）的保存會仍然存載著，但苦惱於會員的高齡化問題。
- 岩手犬（日语）（岩手縣），雖然確認還有純血種的個體存在，但犬種保存相當困難。三河犬（日语）（愛知縣）也是由於個體數相當少，所以已經瀕臨絕種了。大東犬（日语）（沖縄縣）雖然還有殘存的純種個體，但因為雄犬皆已年老，犬種的保存前景相當絕望，但當地居民仍試著進行繁殖。
- 仙台犬（宮城縣）、越路犬（同）的純種個體已經滅絕，而有繼承其血統的和系犬現在仍在當地生存著。
- 屋久島犬（日语）（鹿兒島縣）已經沒有純種個體存在，但有在販賣混種的「屋久島犬」。

此外似乎已經滅絕的地犬還有津輕犬（青森縣）、高安犬（山形縣）、會津犬（福島縣）、越後柴（也稱越後犬，新潟縣）、秩父犬（埼玉縣）、赤城犬（群馬縣）、黑坂石犬（同）、前田犬（也稱加賀犬，石川縣）、天城犬（靜岡縣）、阿波犬（德島縣）、椎葉犬（大分縣、宮崎縣）、山假屋犬（同）、綾地犬（同）、日向奥古新田犬（宮崎縣）、日向犬（同）、甑山犬（鹿兒島縣）等等。而在這些犬種之中，有一些連藉由讓混種的和系犬回交育種來再育成、固定化等方法的可能也沒有。

## 廣義的「日本犬」
廣義的「日本犬」包含了以外來犬種為基礎交配產生的日本原產犬種，例如狆、土佐鬥犬、日本㹴、日本狐狸犬等四個犬種。也有將從秋田犬衍生的美系秋田犬加入的說法。
而為了與這些廣義的日本犬作區別，對於純粹的日本犬又特別稱作「和犬」。但是對於阿依努人的飼育犬「北海道犬」來說，「和犬」一詞的語感有些不太適合。而根據對日本犬各犬種的遺傳因子程度的比較研究所得到的看法，「北海道犬（愛奴犬）」跟琉球犬一樣是繼承共通祖先繩文犬之特徵的狗。

## 特徵
- 日本犬對於副熱帶濕潤氣候有很強的承受性。
- 由於作為獵犬得在山野間來回奔馳，協助人類狩獵野生鳥獸以及陪伴著人類，所以以其優秀的身體能力自豪。
- 日本犬以樸素、忠誠、勇敢為其特性，在日本國內外的喜愛者之所以喜歡牠們有很大比例得歸功於此。
- 身體、四肢、吻部相當粗壯。

以直立的三角形耳朵，與吻部構成楔形的頭部，急驟蜷曲的捲尾（也有尾巴往前延伸蓋到腰上的）等等為特徵。
- 日本犬的體型與數千年的犬隻型態相比幾乎沒什麼變化，保有相當多的狗之本質。
- 對於主人非常忠心，但是對於陌生人很有戒心、不會很親近，因而相當適合作為看門狗。

## 保存簡史
從日本明治到昭和初期，隨著西洋犬種的引入與交通的發展，使得日本犬逐漸雜化，而有滅絕的危機。日本自明治以来，有一股覺得舶來品是萬能的風潮，因而在日本全國都有蓄意引入西洋犬種與日本犬混種的行為。而由於這個原因，在到了日本大正末期時，純粹的日本犬由其是在城市地區幾乎都看不到了。
當時在日本内務省底下的史蹟名勝天然紀念物保存協會協助下，對於此一現狀抱持危機感而大聲呼籲復興日本犬的齋藤弘吉，於1928年6月創立了日本犬保存會，開始進行日本犬的保存運動。從1931年到1937年之間，由於此一運動的刺激而將日本犬的犬種指定為天然紀念物（重視國粹事物的時下潮流是另一個刺激因素，而保存的只有獵犬）。
但是，之後由於物資不足而需要撲殺犬隻來供應毛皮需求的太平洋戰爭末期成為了日本犬第二個受難時期，之後在有心人士的熱情與努力下，日本犬的血脈才沒有滅絕而繼續流傳。

## 飼育數
在日本一年內進行血統登錄的50萬以上頭純種狗中，日本犬占了10％有餘，即55,000頭。而在六犬種裡面，柴犬的飼養數量壓倒性地多，約在日本犬裡占了80％，而其次的是紀州犬與四國犬。

## 外部連結
- 社團法人日本犬保存會 （页面存档备份，存于）